# 뫼비우스 파이널 판타지
뫼비우스 파이널 판타지(일본어: メビウスファイナルファンタジー, Mobius Final Fantasy)는 스퀘어 에닉스가 iOS, 안드로이드, 마이크로소프트 윈도우용으로 개발하고 배급한 에피소드 형식의 롤플레잉 비디오 게임이다. 2015년 6월 일본에서 출시되었으며 국제적으로는 2016년 8월에 출시되었다.
이 게임의 개발은 2014년 초에 시작되었으며 풍부한 게이밍 "경험, 언제 어디서나"를 기치로 모바일 게임의 개념으로 개발되었다.
이 게임의 서비스는 2020년 3월 31일 일본에서 종료되었으며 전 세계적으로는 6월 30일에 종료되었다.

## 평가
| 평가                                                                                  |        |
| ------------------------------------------------------------------------------------- | ------ |
| 통합 점수 통합사 점수 메타크리틱 73/100 [ 4 ] 평론 점수 평론사 점수 포켓 게이머 [ 5 ] |        |
| 통합 점수                                                                             |        |
| 통합사                                                                                | 점수   |
| 메타크리틱                                                                            | 73/100 |
| 평론 점수                                                                             |        |
| 평론사                                                                                | 점수   |
| 포켓 게이머                                                                           | [ 5 ]  |